# 음봉초등학교
음봉초등학교는 대한민국 충청남도 아산시 음봉면 삼거리에 있는 공립 초등학교이다.

## 학교 연혁
- 1927년 6월 20일 음봉공립보통학교(4년제) 개교(설립인가 4월 30일)
- 1938년 4월 1일 음봉공립심상소학교로 개칭
- 1941년 4월 1일 음봉공립국민학교로 개칭
- 1950년 6월 1일 음봉국민학교로 개칭
- 1981년 3월 1일 병설유치원 설립
- 1996년 3월 1일 음봉초등학교로 개칭
- 2016년 2월 5일 제87회 졸업(3,981명)
- 2016년 3월 1일 6학급(병설유치원 1학급) 편성
- 2017년 2월 10일 제88회 졸업(3,989명)
- 2017년 3월 1일 6학급(병설유치원 1학급) 편성

## 참고 자료
- 음봉초등학교 - 한국교육학술정보원 학교알리미